# Kredyt Bank

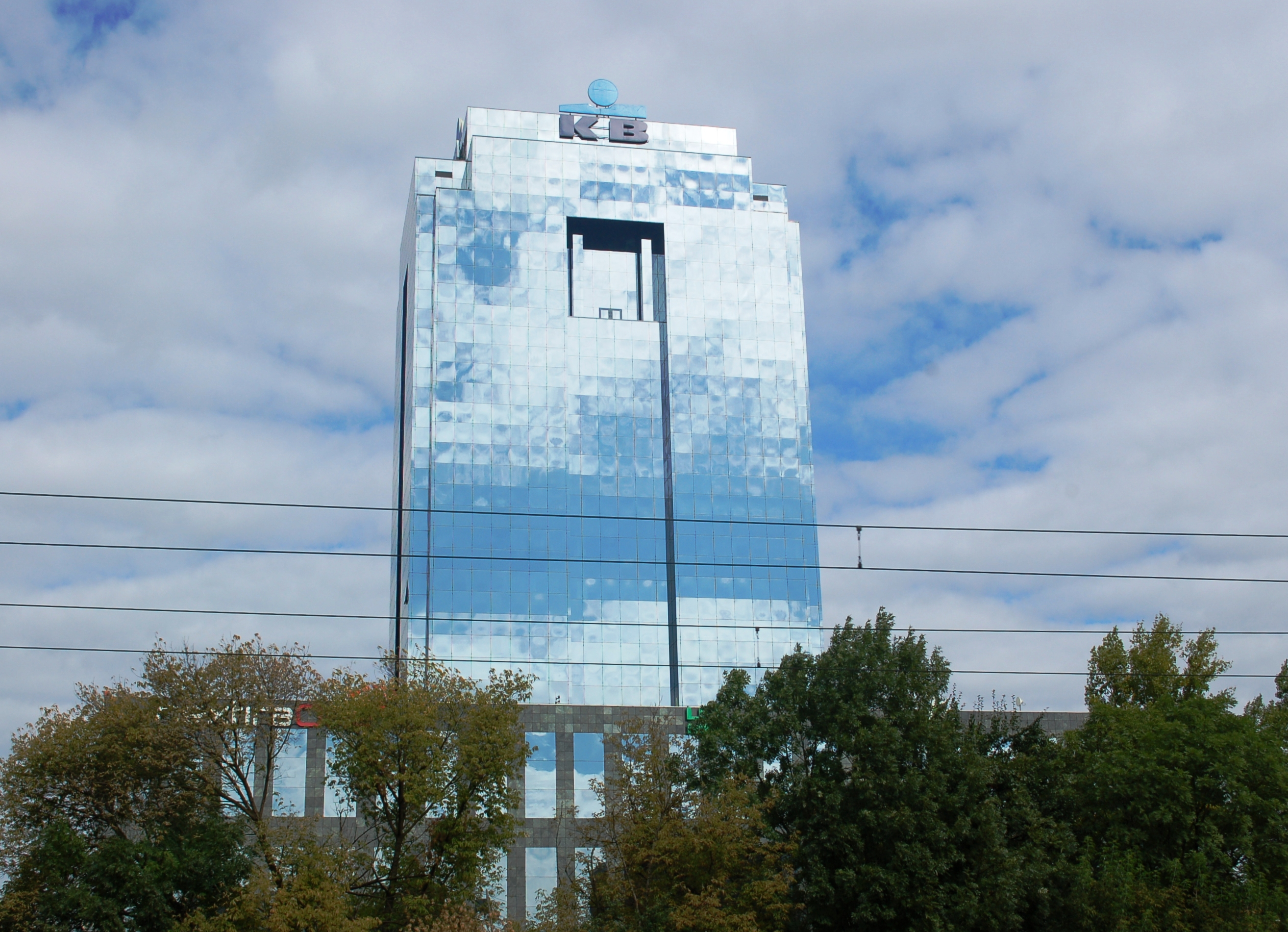
Biurowiec Warta Tower z logotypem Kredyt Banku wprowadzonym w 2005 (2011)

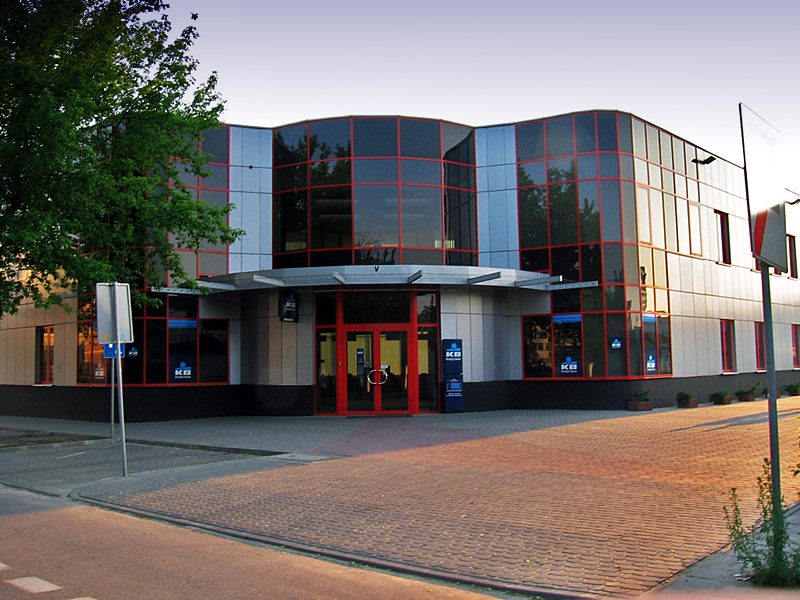
Oddział Kredyt Banku w Ostrołęce (2007)

Kredyt Bank S.A. (w latach 1997–1999 jako Kredyt Bank PBI S.A.) – bank komercyjny z siedzibą w Warszawie, istniejący w latach 1990–2013. W 2012 roku był siódmym największym bankiem w Polsce pod względem wartości aktywów a dziewiątym pod względem liczby placówek. 4 stycznia 2013 w wyniku fuzji z Bankiem Zachodnim WBK, bank przestał istnieć, a marka została wycofana z rynku.

## Historia

### XX wiek
Powstał w 1990 jako jeden z pierwszych prywatnych banków w Polsce, założony przez Stanisława Pacuka. W 1992 rozpoczął się proces komputeryzacji banku oraz rozpoczęto wydawanie kart płatniczych, w standardzie VISA. Bank posiadał wówczas 11 oddziałów i biura centrali banku. W 1994 roku zadebiutował na Giełdzie Papierów Wartościowych w Warszawie. W 1996 bank przeniósł się do nowej centrali przy ul. Kasprzaka 2/8 w Warszawie, do budynku projektu Piotra Zaniewskiego.
Lata 90. XX wieku to okres wzrostu banku poprzez przejęcia: Bank Ziemski w Warszawie (1993), Wrocław Bank, Powszechny Bank Handlowy Gecobank S.A. (1995), Bank Regionalny w Rybniku (1996), Bank Depozytowo-Powierniczy Glob (1996), Prosper Bank S.A. (1997), Polski Bank Inwestycyjny S.A. (PBI, 1997), Bank „AGROBANK” S.A. (1999), Bankowe Towarzystwo Ubezpieczeń i Reasekuracji Heros Life. 
Po przejęciu PBI zmienił nazwę na Kredyt Bank PBI, której używał do 1999, kiedy wrócił do poprzedniej nazwy. 
W 2001 roku belgijska Grupa KBC pozyskała w wyniku emisji ponad 50% akcji Kredyt Banku, w 2002 roku miała już ponad 75% akcji.
W jednej warszawskich placówek miał miejsce najbrutalniejszy w historii Polski napad na bank.

### Współpraca w ramach grupy KBC
W 2001 nawiązano współpracę i została podpisana umowa bancassurance z Wartą, co oznaczało zbycie akcji Heros Life w ramach porząkowania struktury grupy kapitałowej. W tym samym roku Żagiel S.A. stał się częścią Grupy Kredyt Banku (do roku 2009, kiedy to został sprzedany na rzecz grupy KBC). 
W 2003 z funkcji prezesa zrezygnował Stanisław Pacuk w wyniku nieporozumień z właścicielami. W tym samym roku bank przeniósł część centrali do biurowca Victoria Building projektu pracowni JEMS Architekci.

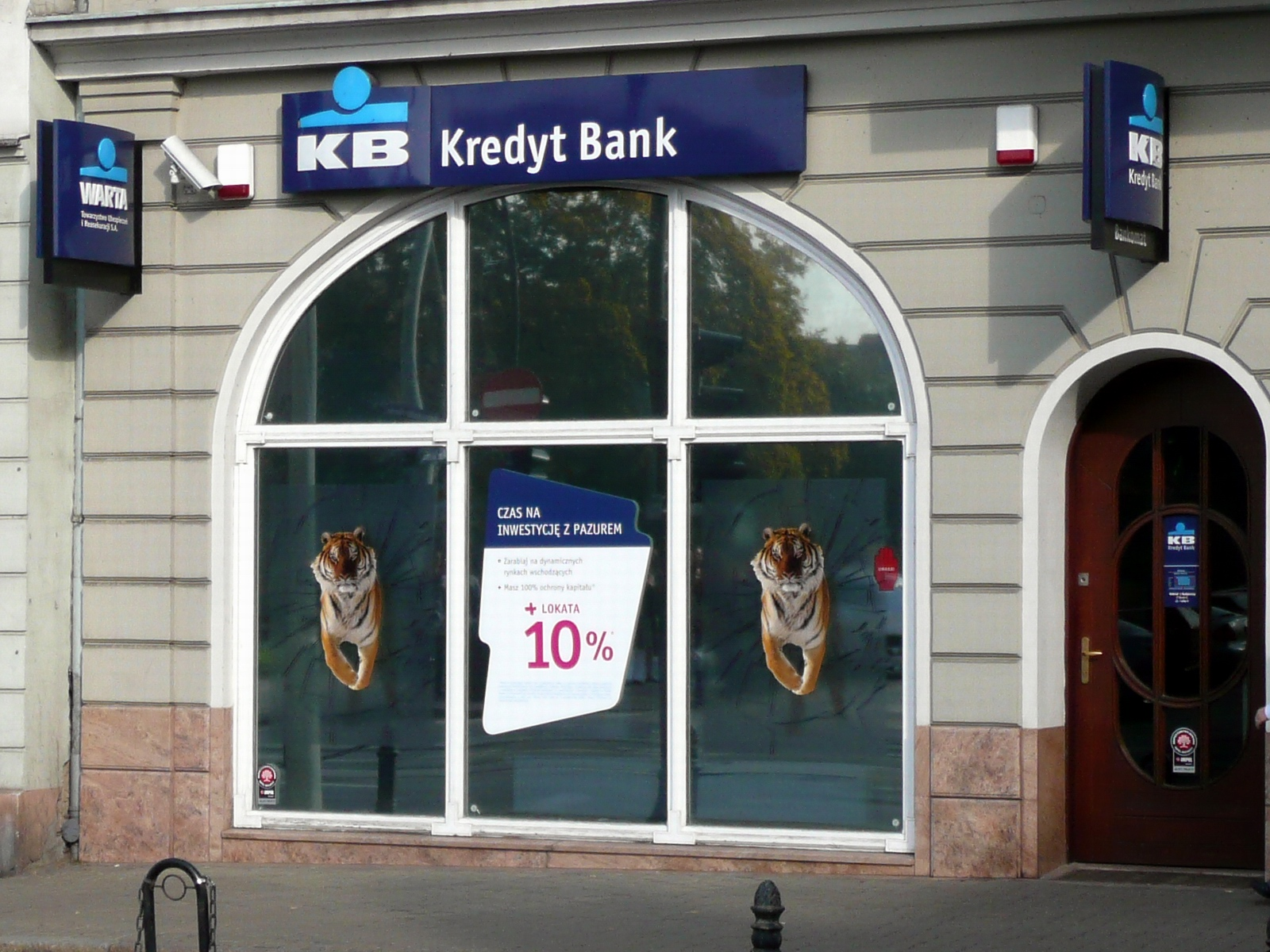
Placówka banku w Bydgoszczy (2008)

W 2005 Kredyt Bank, wraz z Grupą Warta zmieniły logo, które symbolizuje synergię między obiema firmami (i wzorowane jest na logo KBC jako wspólnego właściciela spółek). W 2011 roku w kampanii reklamowej Kredyt Banku „Finanse z zasadami” wzięli udział Wojciech Mann i Krzysztof Materna.
13 lipca 2011 grupa KBC poinformowała, że ma zamiar sprzedać posiadane 83% akcji banku, aby spełnić postanowienia planu restrukturyzacyjnego KBC Bank, który pod koniec 2009 roku został przedstawiony Komisji Europejskiej, w ramach jej zgody na wsparcie ze strony belgijskiego rządu w czasie ogólnoświatowego kryzysu.

### Sprzedaż banku grupie Banco Santander i likwidacja
28 lutego 2012 hiszpańska grupa Banco Santander, właściciel Banku Zachodniego WBK porozumiała się z KBC w sprawie sprzedaży Kredyt Banku (wraz z wybranymi innymi aktywami belgijskiego koncernu w Polsce), a nowy właściciel zdecydował się ogłosić połączenie obu banków w niedalekiej przyszłości.
4 stycznia 2013 nastąpił wpis do KRS⁣, na mocy którego Bank Zachodni WBK S.A. stał się następcą prawnym Kredyt Banku. We wrześniu 2013 roku zakończył się proces wycofywania marki „Kredyt Bank” z rynku – wszystkie placówki oznaczone tym logo zmieniły szyldy na Bank Zachodni WBK, strona internetowa została przekierowana na domenę tego banku, a zmianie uległ także wygląd serwisów transakcyjnych. W 2014 przeprowadzono fuzję operacyjną obu banków. Polegała ona m.in. na przeniesieniu danych z systemów informatycznych byłego Kredyt Banku do systemów BZWBK i przeniesieniu wszystkich procesów obsługi klientów do aplikacji używanych w banku przejmującym.

## Prezesi Kredyt Banku
- Stanisław Pacuk (1990–2003)[18]
- Małgorzata Kroker-Jachiewicz (2003–2005)[19]
- Ronnie Richardson (2005–2008)[19]
- Maciej Bardan (2008–2012)[19]
- Mateusz Morawiecki (2012–2013)[20]